# Veľké Kršteňany
Veľké Kršteňany jsou obec na Slovensku v okrese Partizánske v Trenčínském kraji. Žije zde 600 obyvatel.
První písemná zmínka o obci je z roku 1271. V obci je moderní římskokatolický kostel svatých Cyrila a Metoděje z roku 2002.